# Susan Erens
Susan Erens (Heerlen, Países Bajos, 11 de noviembre de 1976) es una cantante holandesa de concierto. De formación clásica, su repertorio de conciertos incluye arias de ópera y opereta, así como teatro musical y canciones pop . Ha realizado giras por todo el mundo y ha grabado como solista con la Orquesta Johann Strauss de André Rieu.

## Biografía
Susan Erens nació el 11 de noviembre de 1976 en Heerlen, una ciudad en el sur de los Países Bajos. Cuando era niña, comenzó a tocar el violín y el cuerno francés. En su adolescencia, fue descubierta en su escuela secundaria Sophianum ( Gulpen ) mientras cantaba una canción en una obra de teatro de la escuela. Poco después de esta actuación, Suzan decidió estudiar voz en la Academia de Música de Maastricht, Países Bajos.
Mientras estudiaba en la academia comenzó su carrera como cantante de ópera en Opera Zuid en Maastricht. Actuó en varias óperas durante su estudio y realizó una gira con Opera Zuid a través de los Países Bajos. En su último año (1999) en la academia llamó la atención de André Rieu, quien la contrató como vocalista con su Johann Strauss Orchaestra. Además de las giras mundiales con la orquesta, Erens ha actuado como solista en varios de los álbumes y especiales de televisión de Rieu.
Desde el año 2000, los aspectos más destacados de sus actuaciones incluyeron varias canciones de obras de teatro y películas conocidas y "Memory" incluyendo "Over the Rainbow " (de El mago de Oz ), "I belong to me" (de Elisabeth ), " Do not Cry for" Me Argentina "(de" Evita "), y música de Wojciech Kilar de la película" The Ninth Gate ".
A principios de 2009 dejó la Orquesta Johan Strauss para comenzar una vida en Noruega. Actualmente canta con Vefsn Ensemble, con quien canta varios tipos de música, principalmente ópera y musical . También ha expandido su repertorio a la música pop, incluido el trabajo de artistas como Jeff Buckley y The Carpenters.